# Arubolana aruboides
Arubolana aruboides är en kräftdjursart som först beskrevs av Bowman och Thomas M. Iliffe 1983.  Arubolana aruboides ingår i släktet Arubolana och familjen Cirolanidae. IUCN kategoriserar arten globalt som akut hotad. Inga underarter finns listade i Catalogue of Life.